# 1992-es Formula–1 japán nagydíj
A japán nagydíj volt az 1992-es Formula–1 világbajnokság tizenötödik futama.

## Futam
A japán nagydíj előtt bejelentették, hogy a Ferrarinál Nicola Larini váltja a gyengén teljesítő Capellit. Az időmérőn ismét Mansell győzött Patrese, Senna és Schumacher előtt. A rajtnál nem változott a sorrend az élen. Senna motorhiba miatt már a 3. körben kiesett. Berger korai kiállása miatt a hatodik helyre esett vissza. Schumacher váltóhibával küzdött, a 13. kör elején pedig kiesett. Ekkor Herbert haladt a harmadik helyen a Lotusszal, de két körrel később ő is kiesett váltóhiba miatt. A 36. körben Mansell lassított, és átengedte csapattársának az első helyet. A 45. körben a brit motorhiba miatt kiesett. Ugyanekkor Häkkinen ugyanezzel a problémával esett ki. Patrese győzött Berger, Brundle, de Cesaris, Alesi és Christian Fittipaldi előtt.
| Helyezés | #  | Versenyző            | Csapat/Motor          | Futott körök | Idő/Kiesés oka | Rajthely | Pontszám |
| -------- | -- | -------------------- | --------------------- | ------------ | -------------- | -------- | -------- |
| 1        | 6  | Riccardo Patrese     | Williams-Renault      | 53           | 1:33:09,533    | 2        | 10       |
| 2        | 2  | Gerhard Berger       | McLaren-Honda         | 53           | + 13,729       | 4        | 6        |
| 3        | 20 | Martin Brundle       | Benetton-Ford         | 53           | + 1:15,503     | 13       | 4        |
| 4        | 4  | Andrea de Cesaris    | Tyrrell-Ilmor         | 52           | + 1 kör        | 9        | 3        |
| 5        | 27 | Jean Alesi           | Ferrari               | 52           | + 1 kör        | 15       | 2        |
| 6        | 23 | Christian Fittipaldi | Minardi-Lamborghini   | 52           | + 1 kör        | 12       | 1        |
| 7        | 32 | Stefano Modena       | Jordan-Yamaha         | 52           | + 1 kör        | 17       |          |
| 8        | 10 | Szuzuki Aguri        | Footwork-Mugen-Honda  | 52           | + 1 kör        | 16       |          |
| 9        | 21 | Jyrki Järvilehto     | Dallara-Ferrari       | 52           | + 1 kör        | 22       |          |
| 10       | 22 | Pierluigi Martini    | Dallara-Ferrari       | 52           | + 1 kör        | 19       |          |
| 11       | 30 | Katajama Ukjó        | Larrousse-Lamborghini | 52           | + 1 kör        | 20       |          |
| 12       | 28 | Nicola Larini        | Ferrari               | 52           | + 1 kör        | 11       |          |
| 13       | 17 | Emanuele Naspetti    | March-Ilmor           | 51           | + 2 kör        | 26       |          |
| 14       | 24 | Gianni Morbidelli    | Minardi-Lamborghini   | 51           | + 2 kör        | 14       |          |
| 15       | 9  | Michele Alboreto     | Footwork-Mugen-Honda  | 51           | + 2 kör        | 24       |          |
| Kiesett  | 5  | Nigel Mansell        | Williams-Renault      | 44           | Motorhiba      | 1        |          |
| Kiesett  | 11 | Mika Häkkinen        | Lotus-Ford            | 44           | Motorhiba      | 7        |          |
| Kiesett  | 29 | Bertrand Gachot      | Larrousse-Lamborghini | 39           | Ütközés        | 18       |          |
| Kiesett  | 26 | Érik Comas           | Ligier-Renault        | 36           | Motorhiba      | 8        |          |
| Kiesett  | 16 | Jan Lammers          | March-Ilmor           | 27           | Kuplung        | 23       |          |
| Kiesett  | 33 | Maurício Gugelmin    | Jordan-Yamaha         | 22           | Kicsúszás      | 25       |          |
| Kiesett  | 12 | Johnny Herbert       | Lotus-Ford            | 15           | Váltó          | 6        |          |
| Kiesett  | 19 | Michael Schumacher   | Benetton-Ford         | 13           | Váltó          | 5        |          |
| Kiesett  | 3  | Olivier Grouillard   | Tyrrell-Ilmor         | 6            | Kicsúszás      | 21       |          |
| Kiesett  | 25 | Thierry Boutsen      | Ligier-Renault        | 3            | Váltó          | 10       |          |
| Kiesett  | 1  | Ayrton Senna         | McLaren-Honda         | 2            | Motorhiba      | 3        |          |

## A világbajnokság élmezőnyének állása a verseny után
| H  | Versenyzők         | Pont | H  | Konstruktőrök    | Pont |
| -- | ------------------ | ---- | -- | ---------------- | ---- |
| 1. | Nigel Mansell      | 108  | 1. | Williams-Renault | 164  |
| 2. | Riccardo Patrese   | 56   | 2. | McLaren-Honda    | 89   |
| 3. | Ayrton Senna       | 50   | 3. | Benetton-Ford    | 81   |
| 4. | Michael Schumacher | 47   | 4. | Ferrari          | 18   |
| 5. | Gerhard Berger     | 39   | 5. | Lotus-Ford       | 13   |

## Statisztikák
Vezető helyen:
- Nigel Mansell: 35 (1-35)
- Riccardo Patrese: 18 (36-53)

Riccardo Patrese 6. győzelme, Nigel Mansell 29. pole-pozíciója, 30. leggyorsabb köre.
- Williams 61. győzelme.